# 對伊斯蘭教的批評
對伊斯蘭教的批评自伊斯蘭教创立以來就已存在。早期對伊斯蘭的批評來自基督徒，例如9世紀前多數激進基督徒稱伊斯兰教为異端。到后来穆斯林世界本身也遭到批评。在九一一袭击事件和其他恐怖攻擊之後，西方國家对伊斯蘭教的批评得到延续。其後也由這些批判，激起了反伊斯蘭和大部分歐洲國家反移民的浪潮的理由。
在对伊斯兰教的批判中，批评对象主要包括伊斯兰教“最后的先知”穆罕默德的伦理道德、《古兰经》的真实性及其合乎道德的程度等。非洲和印度的圖畫描述了他們認為伊斯蘭教對土著文化的破壞。 其他的批評集中在伊斯蘭世界歷史上和現代伊斯蘭國家的人權問題，包括在伊斯蘭法律的統治下對女性待遇、LGBT人士和宗教和少數民族。在最近的多元文化主義趨勢之後，伊斯蘭教對穆斯林移民在西方世界同化的能力或意願的影響，以及印度等其他國家和俄羅斯一直受到批評。

## 對穆斯林移民的批評
歐洲移民危機開始以後，在西方國家各種極右政黨以那些穆斯林移民文化與德國、法國等國文化不相容為由，作為被批評的對象，例如德國另類選擇有禁止宣禮塔的言論。

## 另見
- 對古蘭經的批評（英语：Criticism of the Quran）
- 对于穆罕默德的批评
- 伊斯蘭教派
- 伊斯兰教与暴力（英语：Islam and violence）
- 伊斯兰教与亵渎
- 亵渎古兰经
- Fitna (电影)（英语：Fitna (film)），荷蘭極右政黨黨魁基爾特·威爾德斯主導的批判伊斯蘭教的短片
- 言論自由
- 伊斯蘭女性主義
- 《穆斯林的无知》
- 《伊斯兰教：西方需要知道什么（英语：Islam: What the West Needs to Know）》
- 日德蘭郵報穆罕默德漫畫事件
- 對伊斯蘭教的批評者列表（英语：List of critics of Islam）
- 撒旦詩篇的爭議（英语：The Satanic Verses controversy）
- 什葉派－遜尼派關係（英语：Shia–Sunni relations）
- 伊朗－沙烏地阿拉伯關係
- 服从 (2004年电影)（英语：Submission (2004 film)），特奧·梵高所做，最後被暗殺身亡
- 苏丹泰迪熊亵渎案（英语：Sudanese teddy bear blasphemy case）
- 海尔特·维尔德斯的审判（英语：Trial of Geert Wilders）
- 伊斯蘭為什麼?（英语：Islamic Circle of North America#Why Islam?）
- 穆斯林谴责（英语：Heraa Hashmi#Muslims Condemn）

## 註解
1. ↑  De Haeresibus by John of Damascus. See Migne 《希腊人教父》, vol. 94, 1864, cols 763–73. An English translation by the Reverend John W Voorhis appeared in The Moslem World for October 1954, pp. 392–98.
2. ↑  Warraq, Ibn. . Prometheus Books. 2003: 67. ISBN 1-59102-068-9.
3. ↑  Ibn Kammuna, Examination of the Three Faiths, trans. Moshe Perlmann (Berkeley and Los Angeles, 1971), pp. 148–49
4. ↑  Akyol, Mustafa. . The New York Times. 13 January 2015  [16 January 2015]. （原始内容存档于2017-10-26）.
5. ↑  Mohammed and Mohammedanism （页面存档备份，存于）, by Gabriel Oussani, Catholic Encyclopedia. Retrieved April 16, 2006.
6. ↑  Ibn Warraq, The Quest for Historical Muhammad (Amherst, Mass.:Prometheus, 2000), 103.
7. ↑  Bible in Mohammedian Literature. （页面存档备份，存于）, by Kaufmann Kohler Duncan B. McDonald, Jewish Encyclopedia. Retrieved April 22, 2006.
8. ↑  .   [2017-08-06]. （原始内容存档于2011-11-09）.
9. 1 2  Timothy Garton Ash. . The New York Review of Books. 2006-10-05  [2017-08-06]. （原始内容存档于2008-10-15）.
10. ↑  .   [2017-08-31]. （原始内容存档于2021-01-30）.

## 外部連結
维基共享资源上的相關多媒體資源：對伊斯蘭教的批評